# Juan Garrido
Juan Garrido (1480-1550) était un conquérant noir du XVIe siècle. Né en Afrique, il est allé au Portugal, où il a adopté son nom. Pendant trente ans, il fut soldat espagnol.

## Biographie
Garrido s'est converti au christianisme à Lisbonne, a traversé l'Atlantique comme homme libre en 1510 et a combattu au cours des diverses campagnes militaires espagnoles dans les Caraïbes. Il a notamment participé à la conquête de Cuba par Diego Velázquez et aux expéditions de Juan Ponce de León en Floride, Porto Rico, Guadeloupe et Dominique.
Plus tard, il s'est embarqué avec Hernán Cortés et a fait partie de son expédition. Peut-être faisait-il partie du cortège du conquérant Pedro Garrido, puisqu'il était courant que les Espagnols donnent leur nom à leur clientèle noire (esclave ou non, Juan Garrido n'ayant jamais été esclave). Il est possible qu'il ait appartenu au groupe de Juan Núñez Sedaño, de qui Bernal Díaz del Castillo mentionne qu'il avait à un noir dans ses soldats.
Après la conquête de l'Empire aztèque, Garrido devient fermier et aurait été le premier à cultiver du blé au Nouveau Monde, si l'on en croit Andrés de Tapia. Il se consacre à l'agriculture après avoir participé à l'expédition envoyée par Cortés au Michoacán, tout en participant au conseil municipal de la ville de Mexico, de 1524 à 1526. Par la suite, Garrido devint propriétaire d'esclaves noirs et participa à l'exploitation aurifère à Zacatula, probablement sans trop de succès.
Il participa également à l'expédition de Cortés en Californie en 1530. Le voyage fut un échec et Garrido revint à Mexico, où il se décrit lui-même, dans un rapport envoyé au roi, comme vivant pauvrement. Il meurt vingt ans plus tard, après s'être marié et avoir eu trois enfants.
Il n'est pas le seul « encomendero » noir ou « morisco », à l'instar de Benito el Negro ou Juan de Villanueva, qui possédaient des propriétés à Pánuco.